# Sarrance
Sarrance település Franciaországban, Pyrénées-Atlantiques megyében. Lakosainak száma 155 fő (2022. január 1.). Sarrance Asasp-Arros, Aydius, Bedous, Bielle, Bilhères, Escot, Issor, Lourdios-Ichère és Osse-en-Aspe községekkel határos.

## Népesség
A település népessége az elmúlt években az alábbi módon változott:
| Lakosok száma | 183  | 170  | 173  | 165  | 163  | 161  | 159  | 156  | 155  |
|               | 2013 | 2015 | 2016 | 2017 | 2018 | 2019 | 2020 | 2021 | 2022 |